# Ladislav Klíma
Ladislav Klíma (ur. 22 sierpnia 1878 w Domažlicach, zm. 19 kwietnia 1928 w Pradze) – pisarz i filozof czeski.

## Życie
Sposobem bycia umyślnie przekraczał granice przyjętych norm. Urodził się w rodzinie stosunkowo zamożnej, jego ojciec był urzędnikiem w kancelarii adwokackiej. Podobno za nazwanie w ćwiczeniu stylistycznym Habsburgów „świńską dynastią” Ladislava wyrzucono z gimnazjum w Domażlicach z zakazem kontynuowania nauki na terenie całej monarchii austro-węgierskiej. Na prośbę ojca umożliwiono mu jednak uczęszczanie do gimnazjum w Zagrzebiu, którego zresztą nie ukończył, porzucając naukę szkolną w roku 1896. Rozległą wiedzę zdobył w dużej mierze jako samouk. Jako dojrzały człowiek żył z pieniędzy po rodzicach i wsparcia przyjaciół między innymi wielkiego poety Otokara Březiny. Był też krótko zatrudniony jako mechanik i stróż w opuszczonej fabryce. Manifestacyjnie nadużywał alkoholu. Zmarł na gruźlicę.

## Twórczość
W 1904 roku opublikował traktat filozoficzny Svět jak vedomí a nic (II wyd. z przedmową autora 1928, Świat jako świadomość i nic). Inną jego książką filozoficzną jest tom esejów Traktáty a diktáty (1922, Traktaty i dyktaty). Idee Klímy cechuje zdecydowane nastawienie antypozytywistyczne. Pisarz zajmuje sceptyczny stosunek do rzeczywistości, odrzuca przyjętą moralność i jakiekolwiek wartości z wyjątkiem własnej świadomości. Właściwy mu radykalny indywidualizm, który znalazł wcielenie w koncepcji „egosolizmu”, ideale człowieka-boga, odwołuje się wyraźnie do Friedricha Nietzschego i Arthura Schopenhauera.
Niemal wszystkie prace literackie Klímy powstały w latach 1906–1909. Wtedy też napisał on swój najobszerniejszy utwór, który częściowo potem zniszczył, Velký román (poprawna edytorsko edycja wyszła po czesku dopiero w 1996, Wielka powieść). Pisarz zniszczył zresztą również inne swoje rękopisy. Tuż po śmierci autora ukazało się jego najbardziej znane dzieło, groteskowa powieść Cierpienia księcia Sternenhocha (1928), znana w Polsce z przekładu Jacka Balucha. Wraz z Arnoštem Dvořákiem Klíma napisał dramat Matěj Poctivý (Maciej Uczciwy), wystawiony w roku 1922 na scenie praskiego Teatru Narodowego i natychmiast zakazany, jako że był bezlitosną satyrą na pierwsze lata niezależnego państwa czechosłowackiego. Pośmiertnie wyszły m.in.: tom opowiadań Slavná Nemesis (1932, Sławna Nemezis), Arcanum. Cogitata. Sentence, deníky a aforismy (1934, Arcanum. Cogitata. Sentencje, dzienniki i aforyzmy), Vlastní životopis filosofa Ladislava Klímy (powst. 1924, 1937, Autobiografia filozofa Ladislava Klímy), notatnik z 1925 r. Záznamy extatikovy (1937, Zapiski ekstatyka), List o ilusionismu a Ivanu Karamazovu (1940, List o iluzjonizmie i Iwanie Karamazowie), fragmenty dzienników i listów Boj o vše (1943, Walka o wszystko) oraz sztuki Dios (1990) i Lidská tragikomedie (1991, Ludzka tragikomedia). Pewna część tekstów pisarza nadal pozostaje nie wydana. Cenne wybory pism Klímy sporządzili Josef Zumr i Olga Svejkovská: Vteřiny věčnosti (1967, Sekundy wieczności), oraz Jindřich Chalupecký: Victoria Aeterna (1992). W roku 1996 zaczęto wydawać dzieła zebrane pisarza.
Proza Klímy, nasycona tajemniczością, nie stroniąca od groteski, czarnego humoru, szokujących tematów i ostrych efektów, wykorzystująca motywy literatury popularnej (powieść grozy, twórczość erotyczna), a zarazem bez żenady podejmująca istotną i skomplikowaną problematykę filozoficzną, wyrasta z klimatu artystycznego przełomu wieków, antycypuje jednak zarazem zjawiska znacznie późniejsze. Porównywana była między innymi z twórczością Stanisława Ignacego Witkiewicza. Cieszyła się zawsze dużą popularnością w środowiskach literackich outsiderów, poszukujących nowych rozwiązań z dala od utartych ścieżek. Klíma jest na przykład jednym z artystycznych i myślowych patronów czeskiego undergroundu.
Na język polski obok Jacka Balucha tłumaczyli dzieła pisarza Jan Stachowski i Leszek Engelking. W wyborze i przekładzie tego ostatniego ukazał się w 2004 tom Jak będzie po śmierci i inne opowiadania.
W 2009 roku nakładem wydawnictwa Formicula ukazała się pierwsza książka filozoficzna Klímy pt. Jestem wolą absolutną.